# فرانز شتراوس
فرانز شتراوس (بالألمانية: Franz Strauss)‏ هو موسيقي وملحن ألماني، ولد في 26 فبراير 1822 في باركشتاين في ألمانيا، وتوفي في 31 مايو 1905 في ميونخ في ألمانيا.

## وصلات خارجية
- فرانز ستراوس على موقع ميوزك برينز (الإنجليزية)
- فرانز ستراوس على موقع ديسكوغز (الإنجليزية)